# 香川県立視覚支援学校
香川県立視覚支援学校（かがわけんりつ しかくしえんがっこう）は、香川県高松市扇町二丁目にある県立特別支援学校。視覚障害のある幼児・児童・生徒が学ぶ。

## 概要
高松市中心部に位置し、香川県唯一の盲学校である。敷地内には通学困難生のために寄宿舎が設けられている。
幼稚部・小学部・中学部において、香川県下の幼稚園・小学校・中学校・特別支援学校と交流及び共同学習を行っている。

## 学部
- 幼稚部
- 小学部
- 中学部
- 高等部
  - 普通科
  - 保健理療科
- 高等部専攻科
  - 理療科

## 沿革
- 1910年（明治43年） - 香川県盲唖教育会として開校。
- 1924年（大正13年） - 県に移管となり、香川県立盲学校・聾唖学校と改称。
- 1948年（昭和23年） - 香川県立盲学校と香川県立聾学校に分離。
- 1950年（昭和25年）3月14日 - 昭和天皇が盲学校および聾学校に行幸（昭和天皇の戦後巡幸）[1]。
- 2023年（令和5年）4月1日 - 香川県立視覚支援学校に校名変更[2]。

## 交通アクセス
- JR高徳線昭和町駅：徒歩5分
- ことでんバス「昭和町・市図書館前」停留所

　　市民病院ループバス（西回り）：徒歩１分
　　市民病院ループバス（東回り）／下笠居・香西線：徒歩６分